# Lac Smeraldo
Le lac Smeraldo (lago Smeraldo en italien) est un lac artificiel situé au 1 000 m dans la commune de Fondo, dans le haut val di Non, dans le Trentin.

## Description

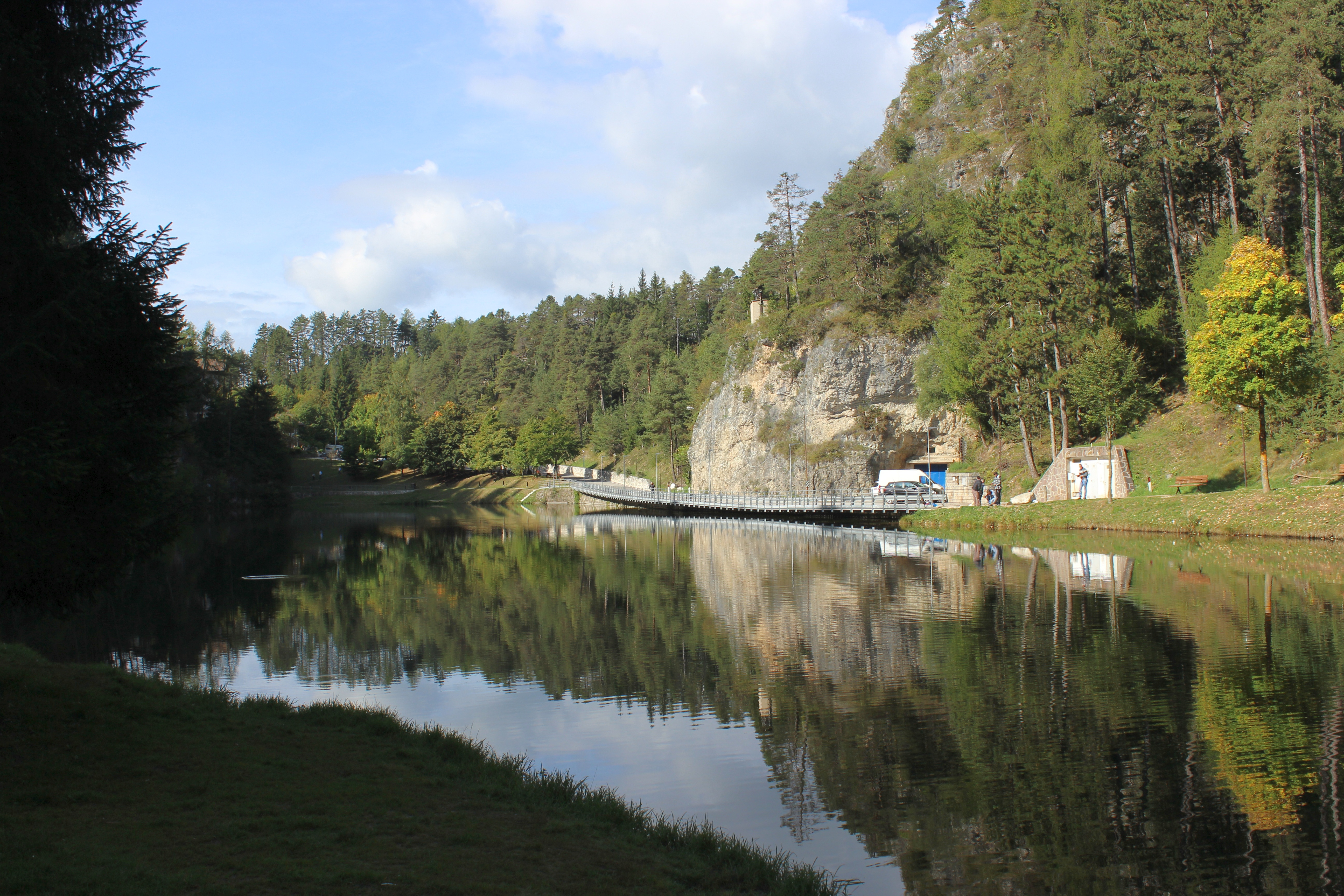
Vue sur le lac.

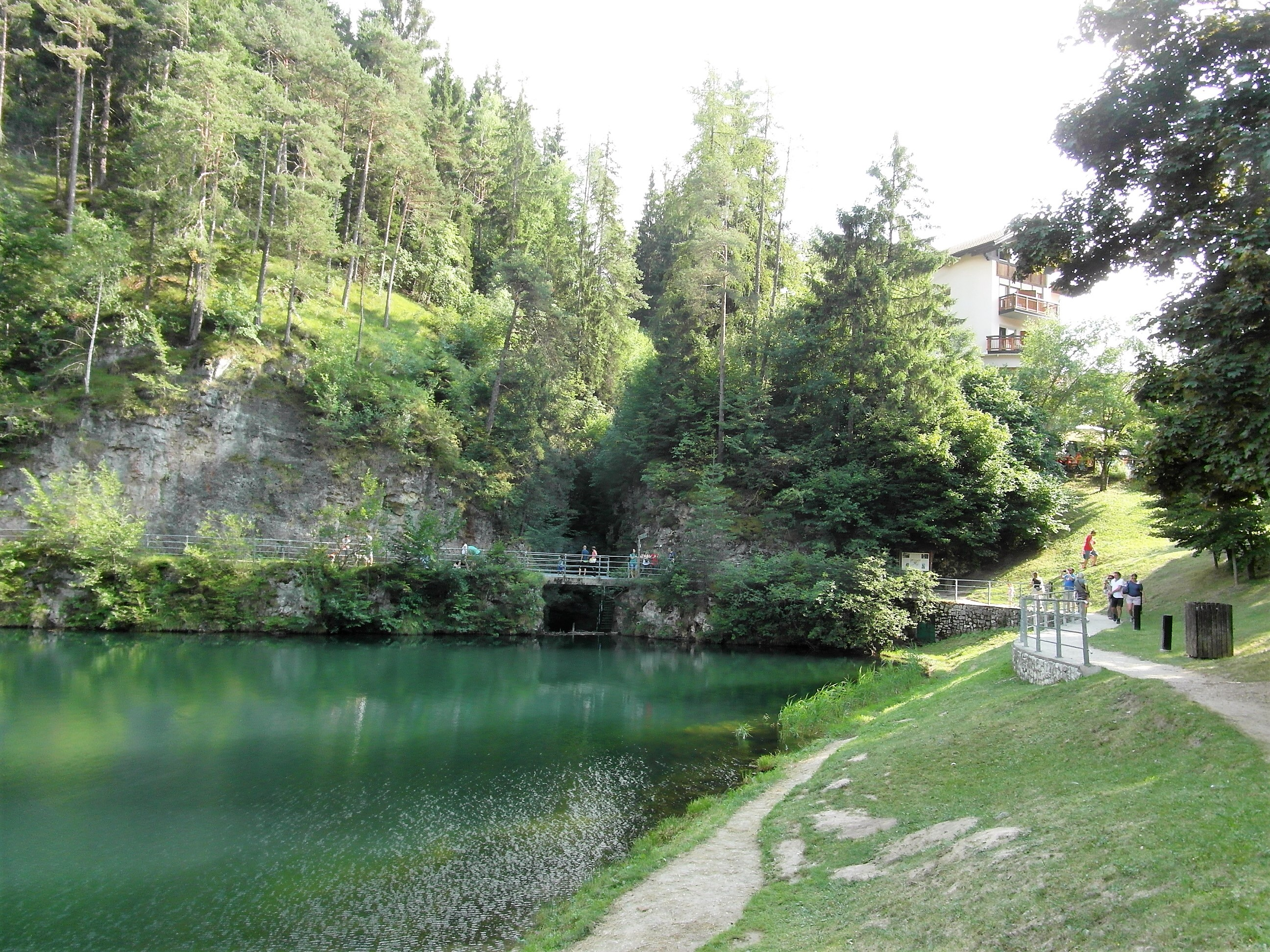
Au centre, l'entrée du lac, le ravin.

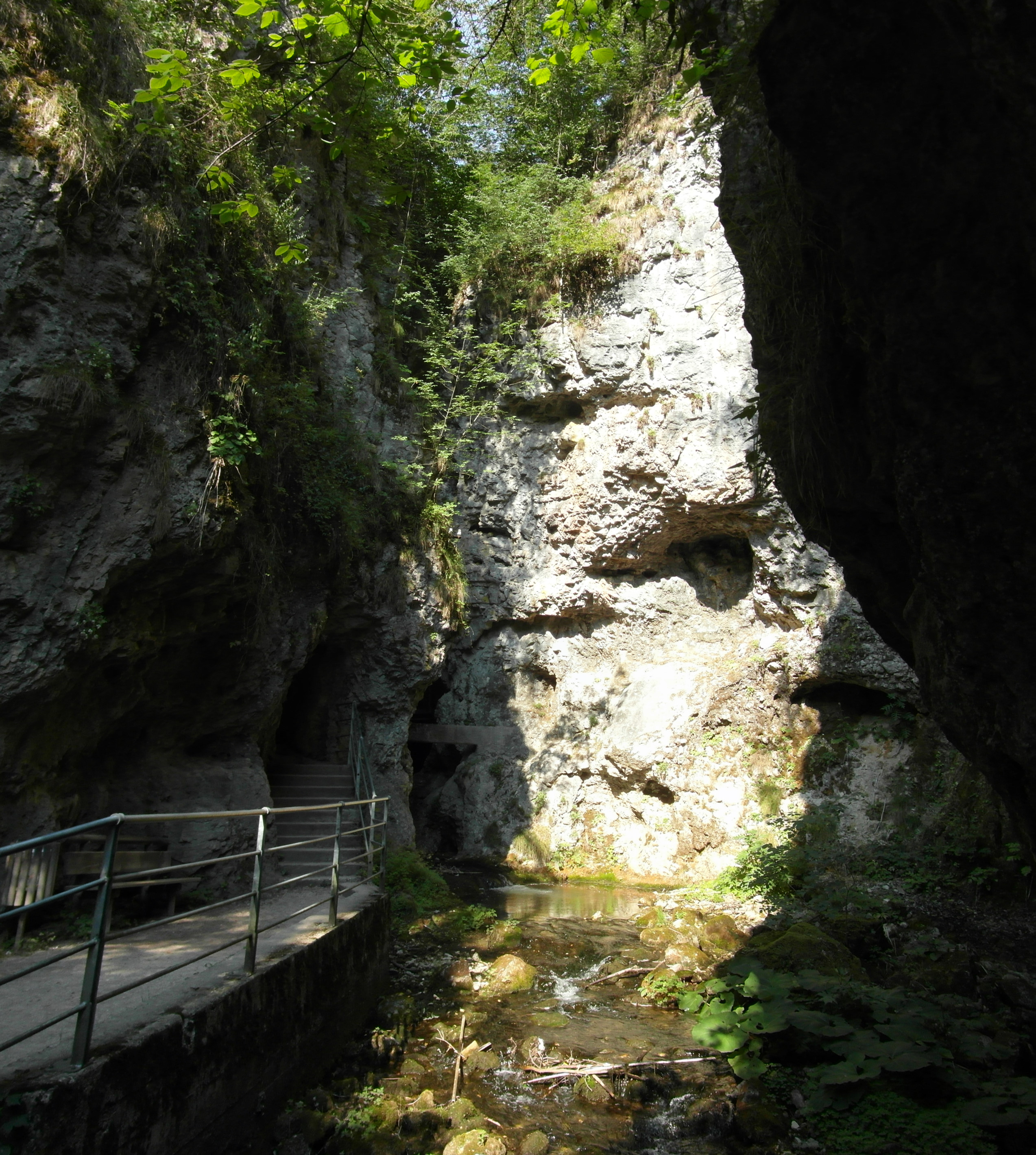
L'entrée du lac, le ravin.

D'une superficie d'environ 10 ha et d'une forme étroite et allongée, le bassin alpin a été construit en 1965, bloquant ainsi le cours naturel du fleuve Fondo. Cela a permis aux habitants locaux et aux touristes de disposer de leur propre petite plage. Dans le lac, la baignade est en effet possible,. 

## Accès
Il est possible d'y accéder directement en voiture ou en remontant le chemin qui suit son estuaire. Ici, se trouve un ancien lavoir, un pont romain et la reconstitution d'un ancien moulin (qui ne fonctionne plus). La dernière partie de ce chemin se resserre comme un ravin, d'où son nom, et se termine après une passerelle et un escalier en métal. Ici, coincés entre les murs latéraux, se trouve ce que les habitants appellent Sass, c’est-à-dire un bloc rocheux irrégulier déposé par les glaciers au fil du temps,. 

## Activités
Au départ du lac, plusieurs promenades mènent rapidement à des lieux admirables. L'une, par exemple, aux doss di Sedruna, une seconde à la Madonna Brusada, une troisième au jardin botanique de Fondo, toutes accessibles en une vingtaine de minutes.